# Balanus aquila
Balanus aquila är en kräftdjursart som beskrevs av Henry Augustus Pilsbry 1907. Balanus aquila ingår i släktet Balanus och familjen havstulpaner. IUCN kategoriserar arten globalt som otillräckligt studerad. Inga underarter finns listade i Catalogue of Life.